# Cephalissa paradoxaria
Cephalissa paradoxaria là một loài bướm đêm trong họ Geometridae.